# 蔡萬植
蔡萬植（チェ・マンシク、1902年7月21日 - 1950年6月11日）は朝鮮の小説家。号は采翁、白菱。本貫は平康蔡氏。風刺小説家と評される。自由主義、理想主義を求めた蔡の作品は韓国文学に輝く大きな星であり、代表作『濁流』は1930年代の社会相を集約した傑作である。

## 経歴
1902年、全羅北道沃溝郡（現在の群山市）臨陂面邑内里に5人兄弟の末子として生まれる。父、蔡圭燮は村の豪農。蔡家は代々の豪農であったが、次兄の蔡俊植が金鉱に手をつけて家が傾いていったという。京城の中央高等学校を卒業した後、渡日し、早稲田大学英文科で学んだ。留学時代はサッカーの選手として活動もしていた。1924年、『朝鮮文壇』12月号に短編「新しい途へ」が推薦されて文壇にデビューする。その後、『東光』『彗星』『新東亜』などに作品を発表していく。蔡は片意地なところがあり、同僚から距離を置かれ1930年代初め頃は孤独な状態にあった。その頃、KAPF（朝鮮プロレタリア芸術家同盟）の同伴作家として執筆をしていたが、社会主義思想体系を持ち合わせていた、というよりは、人情的な作家であった。
1936年、それまで勤めていた朝鮮日報を辞める。一度、開城で金鉱をやっていた次兄のところに身を寄せるが、再び京城に戻り、1939年に『濁流』を書き、『朝鮮日報』に連載した。風刺と冷笑、憎まれ口と挫折感が敷き詰められ、陰険な落とし穴と詐欺と殺人が入りくみ絡みあう『濁流』は1930年代の社会相を集約した傑作である。
蔡の鋭い風刺は『濁流』をピークにして、日本帝国主義に屈したかのように見える。論文「文学と全体主義」（1941年）、随筆「鴻大なる聖恩」(1943年)、視察記『間島行』（1943年）、などと、『毎日申報』（1944年10月～1945年5月）に連載した長編「女人戦記」は誰の眼にも日帝の「聖戦新体制」に同調したものだった。この『女人戦記』を最後に、蔡は故郷の沃溝に戻り、一時、筆を絶った。麻雀に打ち込み鬱憤を晴らしながら暮らしているうちに1945年8月15日の開放を迎えた。
次兄は金鉱事業に失敗し、蔡は肺結核を患っていた。そんな中で再び創作への意欲が沸き起こり、りんごの空箱を机代わりにして執筆活動を再開する。この頃書かれた『民族の罪人』は対日協力に対する自己批判の小説として知られている。そうしてその印税で家を買うまでになった。しかし、解放直後の物不足のときに、肺結核の薬代に莫大な費用がかかり、さらに4番目の息子、永焄がパラチフスにかかる。息子の看病で蔡自身の病状までも悪化し、治療費を捻出するため家を売った。
1950年6月11日、自宅にて息を引き取る。死後は蔡の希望通り、棺に花を敷き詰め、火葬された。遺骸は全羅北道沃溝郡臨陂面鷲山里にある墓地に埋葬された。1959年、蔡の親友であった李無影が蔡萬植の墓前に碑文を建てた。
死後は親日反民族行為者に認定された。

## 年譜
- 1902年7月21日、全羅北道沃溝郡臨陂面邑内里に生まれる。
- 1918年、臨陂普通学校を卒業。
- 1918年、京城の中央高等学校に入学。
- 1920年、家同士の取り決めで咸羅殷家の令嬢と結婚。
- 1922年、中央高等学校を卒業。
- 1922年、渡日。早稲田大学英文科に入学。
- 1923年、関東大震災の影響で帰国。東亜日報社に入社。
- 1924年、長男、武烈が生まれる。
- 1926年、朝鮮日報社学芸部記者。開闢社記者。
- 1927年、次男、桂烈が生まれる。
- 1932年、「KAPF」の同伴作家となる。
- 1936年、朝鮮日報社を退職。創作生活に入る。
- 1937年、京城の広壮里に引っ越す。
- 1942年、三男、炳勲が生まれる。
- 1944年、長女、永実が生まれる。
- 1945年5月、故郷の沃溝に戻る。父が死亡。長男が病死。
- 1946年、益山郡裡里邑（現在の益山市）古懸洞の次兄宅に身を寄せる。
- 1947年、四男、永焄が生まれる。
- 1947年、母が死亡。
- 1947年、珠現洞四番地に家を買い、引っ越す。
- 1949年、治療費のため、家を売る。
- 1950年6月11日、自宅にて息を引き取る。

## 作品一覧

### 短篇
- 1925年、세길로（『朝鮮文壇』）
- 1928年、生命의 遊戯
- 1931年、사라지는 그림자（『朝鮮之光』）
- 1932年、人形의 집을 나온 연우
- 1932年、富村
- 1934年、레디메이드 인생
- 1935年、冷凍魚
- 1935年、敗北者의 무덤
- 1936年、심봉사（『文章』、検閲で全文削除）
- 1936年、쑤꾹새（『人文評論』）
- 1937年、예수나 믿었더면
- 1937年、祭餐날
- 1937年、童話
- 1937年、이런 男妹
- 1937年、집
- 1938年、龍洞宅
- 1938年、정자나무 있는 揷話
- 1938年、痴叔
- 1939年、敗北者의 무덤
- 1939年、模索
- 1939年、病이 났거든
- 1940年、懷
- 1940年、四號 一段
- 1940年、近日
- 1941年、邂逅
- 1941年、鐘路의 住民
- 1941年、고약한 사돈
- 1942年、揷話
- 1944年、妻子
- 1946年、歷程
- 1946年、논 이야기
- 1948年、落照
- 1948年、도야지
- 1948年、아시아의 運命
- 1948年、歷史의 第一話
- 1949年、늙은 極東選手

### 中・長篇
- 1933年、人形의 집을 나와서（『朝鮮日報』連載）
- 1936年、女子의 一生
- 1937年、濁流（『朝鮮日報』連載）
- 1938年、天下太平春 （『朝光』、後に「太平天下」に改題）
- 1939年、金의 情熱
- 1940年、冷凍魚
- 1940年、젊은 날의 한 句節
- 1942年、아름다운 새벽
- 1943年、女人戰記（『毎日申報』連載）
- 1943年、배비장
- 1946年、民族의 罪人
- 1946年、許生傳
- 1948年、玉娘祠
- 1949年、小年은 자란다

### 戯曲
- 1927年、가죽버전
- 1931年、貨物自動車（『朝光』）
- 1940年、螳螂의 傳說
- 1944年、심봉사
- 1944年、興夫傳
- 1944年、대낮의 주막집

### 随筆
- 1940年、小說을 잘 씁시다
- 1949年、밤 손님

### 年代未詳作品

#### 初期作品と推測されるもの
- 과도기（中篇）
- 黃金怨（短篇）

#### 1930年代と推測されるもの
- 明日（中篇）
- 이런 虛地（短篇）
- 不傳딱지（短篇）
- 無藏三冬（オリジナルシナリオ）
- 生命（短篇）
- 貧…第一章 第二課（短篇）
- 흘러간 故鄕（短篇）
- 암소를 팔아서（短篇）

#### 1940年代と推測されるもの
- 巡公있는 日曜日（短篇）
- 興甫氏（短篇）
- 善良하고 싶던 날（短篇）
- 車中에서（短篇）
- 上京折半記（短篇）
- 덕원이 선생（短篇）
- 강선달（短篇）

#### 解放後と推測されるもの
- 이상한 선생님（童話）
- 왕치와 소새와 개미와（童話）
- 實의 功（短篇）
- 文學을 나처럼 하여서야（随筆）
- 대낮의 주막집（コント）
- 성찬（コント）
- 한글 校正-誤植-사투리（遺稿）
- 소（長篇、遺稿）

## 日本語で読める作品
- 三枝壽勝訳『韓国文学名作選 濁流』講談社、1999年